# 옥티베하군

미시시피주에 표시된 옥티베하군의 위치

옥티베하군(Oktibbeha County)은 미국 미시시피주에 위치한 군(郡, County)이다. 2010년 인구 조사에서, 인구는 47,671명이었다. 군청 소재지는 스탁빌(Starkville)이다.
스탁빌은 미시시피 옥티베하군에 포함된 마이크로폴리탄 (Micropolitan, 인구 10,000명에서 49,999명 사이)이다. 이 군은 20세기 말 무렵부터 미시시피 지역에서 골든 트라이앵글이라고 불리는 지역 중 1/3의 지역에 해당된다. 이 지역에서 공동 경제 발달이 장려돼왔다.

## 역사
옥티베하(Oktibbeha)라는 이름은 미국 원주민 단어로 뜻은 ‘피빛 물’(둑에서 있었던 전투로 인해) 또는 ‘얼음같이 찬 개울’이라는 뜻 일 수 있다. 2000년이 넘게 오래된 인디언 고대 공예품이 스탁빌 바로 동쪽에 있는 인디안 마운드 캠프그라운드(Indian Mound Campground)에 인접해서 발견되었다. 촉토 사람들(Choctaw people)은 남동쪽의 문명화된 다섯 부족 중 하나였으며 유럽인들을 만나기 전까지 이 지역을 오랫동안 차지하고 있었다.
 20세기 말부터, 옥티베하와 클레이(Clay), 그리고 론데스(Lowndes)는 미시시피의 골든 트라이앵글지역으로 지정되었다. 이는 세 군과 그들의 주요 관할구역의 공동 경제 발달의 목표를 기반으로 한다. 미시시피 주립 대학교의 발달에 따라, 스탁빌은 이 지역의 가장 큰 도시이다.

## 지리
미국 인구 조사국에 따르면, 이 군은 462 평방마일(1,200km2)이며, 458 평방마일(1,190km2)은 육지이고, 3.7 평방마일(9.6km2)은 물이다. 군의 대부분은 블랙벨트 지역(Black Belt region)에 있고 다른 지역은 플랫우즈 지역(Flatwoods region)에 있다.

### 주요 고속도로
- 미국 고속도로 82번 (U.S. Highway 82)
- 미시시피 고속도로 12번 (Mississippi Highway 12)
- 미시시피 고속도로 25번 (Mississippi Highway 25)

### 인접 군
- 녹스비군 (Noxubee County) (남동쪽)
- 윈스턴군 (Winston County) (남쪽)
- 촉토군 (Choctaw County) (서쪽)
- 웹스터군 (Webster County) (북서쪽)
- 클레이군 (Clay County) (북쪽)
- 론데스군 (Lowndes County) (동쪽)

### 국가 보호 구역
- 낙수비 국가 야생 동물 보호 지역(Noxubee National Wildlife Refuge) (일부)
- 톰빅비 국유림 (Tombigbee National Forest) (일부)

## 인구 통계
| 인구조사                                                      | 인구   | Note  | %±     |
| ------------------------------------------------------------- | ------ | ----- | ------ |
| 1840년                                                        | 4,276  |       | —      |
| 1850년                                                        | 9,171  |       | 114.5% |
| 1860년                                                        | 12,977 |       | 41.5%  |
| 1870년                                                        | 14,891 |       | 14.7%  |
| 1880년                                                        | 15,978 |       | 7.3%   |
| 1890년                                                        | 17,694 |       | 10.7%  |
| 1900년                                                        | 20,183 |       | 14.1%  |
| 1910년                                                        | 19,676 |       | −2.5%  |
| 1920년                                                        | 16,872 |       | −14.3% |
| 1930년                                                        | 19,119 |       | 13.3%  |
| 1940년                                                        | 22,151 |       | 15.9%  |
| 1950년                                                        | 24,569 |       | 10.9%  |
| 1960년                                                        | 26,175 |       | 6.5%   |
| 1970년                                                        | 28,752 |       | 9.8%   |
| 1980년                                                        | 36,018 |       | 25.3%  |
| 1990년                                                        | 38,375 |       | 6.5%   |
| 2000년                                                        | 42,902 |       | 11.8%  |
| 2010년                                                        | 47,671 |       | 11.1%  |
| 2019 (추산)                                                   | 49,587 | [ 1 ] | 4.0%   |
| U.S. Decennial Census 1790-1960 1900-1990 1990-2000 2010-2013 |        |       |        |

2010년 미국 인구조사에서, 옥티베하군에 47,671명의 주민이 거주하고 있었다. 백인은 59.2%, 흑인 또는 아프리카계 미국인 36.6%, 아시아인 2.4%, 미국 원주민 0.2%, 기타 인종 0.4%와 둘 이상의 인종 혼혈은 1.2%였다. 히스패닉 또는 라틴계는 1.4%였다.

## 정부와 정치
2004년 옥티베하군에서는 공화당 조지 부시가 민주당 존케리를 55% 대 43%로 승리했다. 이는 대부분의 백인이 공화당 대통령 후보를 지지했기 때문이다. 2008년 민주당 버락 오바마는 공화당 존 맥케인을 6표 차이로 이기면서 1956년 이래 군에서 승리한 첫 민주당 후보가 되었다. 이는 20세기 중반부터 있던 남부 정당들의 재배열 이전에 이루어졌다. 버락 오바마는 2012년까지 옥티베하에서 지지를 받았다.
군의 대부분은 1번째 하원 의원 선거구에 위치한다. 스탁빌 도시지역과 미시시피 주립 대학교 캠퍼스는 3번째 지역에 포함된다.

## 공동체

### 도시
- 스탁빌 (Starkville, 군청소재지)

### 마을
- 메이븐(Maben, 부분적으로 웹스터군(Webster County))
- 스터지스(Sturgis)